# Libycochoerus
Libycochoerus — вимерлий рід великих і довгоногих тварин родини свиневих з міоцену Африки.

## Таксономія
Одного разу Libycochoerus був виключений як молодший синонім Kubanochoerus, але зараз вважається окремим родом. Усі види Libycochoerus мають дуже міцні зуби, довгі мезіодистально, а також міцні ікла та прості моляри.